# CD Lalín
CD Lalín is een Spaanse voetbalclub uit Lalín. De club werd in 1974 opgericht en speelt haar thuiswedstrijden in Manuel Anxo Cortizo.